# Kongo na Letnich Igrzyskach Olimpijskich 1996
Kongo na Letnich Igrzyskach Olimpijskich 1996 reprezentowało 5 zawodników : 3 mężczyzn i 2 kobiety. Był to 7 start reprezentacji Kongo na letnich igrzyskach olimpijskich.

## Skład kadry

### Judo
Mężczyźni
- Abel Ndenguet - waga do 86 kg - 21. miejsce,

### Lekkoatletyka
Mężczyźni
- Hakim Mazou - bieg na 110 m przez płotki - odpadł w eliminacjach

Kobiety
- Léontine Tsiba - bieg na 800 m - odpadła w eliminacjach

### Pływanie
Mężczyźni
- René Makosso - 50 m stylem dowolnym - 62. miejsce

Kobiety
- Monika Bakale - 50 m stylem dowolnym - 54. miejsce